# Saint-Julien-de-Chédon
Saint-Julien-de-Chédon és un municipi francès, situat al departament del Loir i Cher i a la regió de Centre – Vall del Loira. L'any 2007 tenia 715 habitants.

## Demografia

### Població
El 2007 la població de fet de Saint-Julien-de-Chédon era de 715 persones. Hi havia 324 famílies, de les quals 80 eren unipersonals (20 homes vivint sols i 60 dones vivint soles), 152 parelles sense fills, 76 parelles amb fills i 16 famílies monoparentals amb fills.
La població ha evolucionat segons el següent gràfic:
Habitants censats

### Habitatges
El 2007 hi havia 401 habitatges, 331 eren l'habitatge principal de la família, 45 eren segones residències i 25 estaven desocupats. Tots els 400 habitatges eren cases. Dels 331 habitatges principals, 298 estaven ocupats pels seus propietaris, 30 estaven llogats i ocupats pels llogaters i 3 estaven cedits a títol gratuït; 1 tenia una cambra, 17 en tenien dues, 63 en tenien tres, 96 en tenien quatre i 154 en tenien cinc o més. 279 habitatges disposaven pel capbaix d'una plaça de pàrquing. A 144 habitatges hi havia un automòbil i a 164 n'hi havia dos o més.

### Piràmide de població
La piràmide de població per edats i sexe el 2009 era:
| Homes | Edats   | Dones |
| ----- | ------- | ----- |
| 0     | 95 o +  | 0     |
| 4     | 90 a 94 | 4     |
| 8     | 85 a 89 | 8     |
| 16    | 80 a 84 | 8     |
| 20    | 75 a 79 | 32    |
| 12    | 70 a 74 | 12    |
| 28    | 65 a 69 | 28    |
| 28    | 60 a 64 | 32    |
| 24    | 55 a 59 | 20    |
| 32    | 50 a 54 | 40    |
| 44    | 45 a 49 | 36    |
| 4     | 40 a 44 | 28    |
| 12    | 35 a 39 | 20    |
| 28    | 30 a 34 | 16    |
| 16    | 25 a 29 | 8     |
| 12    | 20 a 24 | 4     |
| 24    | 15 a 19 | 20    |
| 20    | 10 a 14 | 8     |
| 24    | 5 a 9   | 12    |
| 16    | 0 a 4   | 20    |

## Economia
El 2007 la població en edat de treballar era de 427 persones, 315 eren actives i 112 eren inactives. De les 315 persones actives 290 estaven ocupades (154 homes i 136 dones) i 25 estaven aturades (13 homes i 12 dones). De les 112 persones inactives 63 estaven jubilades, 18 estaven estudiant i 31 estaven classificades com a «altres inactius».

### Ingressos
El 2009 a Saint-Julien-de-Chédon hi havia 331 unitats fiscals que integraven 748,5 persones, la mediana anual d'ingressos fiscals per persona era de 18.664 €.

### Activitats econòmiques
Dels 29 establiments que hi havia el 2007, 1 era d'una empresa de fabricació d'elements pel transport, 1 d'una empresa de fabricació d'altres productes industrials, 10 d'empreses de construcció, 2 d'empreses de comerç i reparació d'automòbils, 6 d'empreses de transport, 1 d'una empresa d'hostatgeria i restauració, 2 d'empreses d'informació i comunicació, 1 d'una empresa immobiliària, 4 d'empreses de serveis i 1 d'una entitat de l'administració pública.
Dels 11 establiments de servei als particulars que hi havia el 2009, 1 era un taller de reparació d'automòbils i de material agrícola, 1 guixaire pintor, 5 fusteries, 3 lampisteries i 1 electricista.
L'any 2000 a Saint-Julien-de-Chédon hi havia 15 explotacions agrícoles que ocupaven un total de 308 hectàrees.

## Equipaments sanitaris i escolars
El 2009 hi havia una escola elemental integrada dins d'un grup escolar amb les comunes properes formant una escola dispersa.

## Poblacions més properes
El següent diagrama mostra les poblacions més properes.